# Мухаммад Ахмад аль-Мангус
Мухаммад Ахмад аль-Мангус (араб. محمد أحمد المنقوش‎; род. 29 декабря 1967, Ливия) — ливийский политический деятель. генеральный секретарь Высшего народного комитета Ливии (премьер-министр) с 29 декабря 1997 года по 1 марта 2000 года.